# Associazione Calcio Bra
L'Associazione Calcio Bra, in breve A.C. Bra, meglio nota come Bra, è una società calcistica italiana con sede nella città di Bra, in provincia di Cuneo. Milita in Serie C, la terza divisione del campionato italiano.
Fondata nel 1913 con la denominazione di Unione Sportiva Braidese, vanta quali maggiori successi della propria storia la partecipazione alla terza serie e alla quarta serie, allorché quest'ultima ha avuto carattere professionistico.
In termini di tradizione sportiva, il Bra è la seconda squadra di calcio della provincia, alle spalle del solo Cuneo.

## Storia
L'Unione Sportiva Braidese, dai colori sociali bianco-azzurri, disputò la prima partita della sua storia il 1º maggio 1913 pareggiando 1-1 contro la squadra di Mondovì. 
L'attività calcistica rimase episodica fino al 1926, anno in cui fu aperto lo stadio  Madonna dei Fiori, inaugurato con una partita amichevole Bra contro il Torino, vinta per 2-1 dai granata.
La stagione 1926-27 vide la Braidese esordire nel campionato di III Divisione Piemontese, vinto subito ottenendo l'accesso alla II Divisione, che all'epoca rappresentava il terzo livello del calcio italiano. 
Nel 1930 la squadra ottenne l'accesso alla Prima Divisione, ma dopo un solo anno di militanza (complici problemi economico-organizzativi) vi rinunciò iscrivendosi di nuovo alla Seconda Divisione. Le difficoltà tuttavia si acuirono, e la storia della Braidese si interruppe poi nel 1933 con un ritiro a campionato in corso.
Il calcio a Bra ripartì nel 1937 con la fondazione dell'Associazione Calcio Bra, che scelse come colori sociali il giallo e il rosso; iscritta alla Prima Divisione dovette tuttavia nuovamente ritirarsi a campionato in corso. Nella stagione successiva disputò il campionato di Seconda Divisione, vestendo nuovamente maglie bianco-azzurre.
Nel 1941 venne recuperata la denominazione U.S. Braidese, mentre gli anni successivi trascorsero all'insegna di un andamento sportivo altalenante, con promozioni e retrocessioni tra Prima e Seconda Divisione.
Tra il 1943 e il 1945 la seconda guerra mondiale comportò la sospensione delle attività, che ripresero nel 1946, quando la Braidese fu ammessa in Serie C.
La militanza in terza serie fu tuttavia effimera: la squadra retrocedette subito, fu ripescata, ma venne ancora e definitivamente relegata nel 1948, sospendendo le attività riprese poi nel 1951.
Dopo la ripartenza dalla Primavera Divisione, nel 1955 la società cambiò ragione sociale in Virtus Bra e contestualmente adottò in via definitiva il giallo-rosso come colore sociale. Il calcio braidese continuò comunque a operare tra molte difficoltà, andando incontro a un nuovo scioglimento nel 1959, con susseguente ripartenza dalla Seconda Categoria.
Dopo un ulteriore periodo di quiescenza tra il 1965 e il 1967, si ripartì dalla Terza Categoria, per poi salire in Seconda dopo un biennio. Nel 1972 la fusione col Cinzano portò al cambio di ragione sociale in Bra Cinzano, dando al club la possibilità di disputare il campionato di Prima Categoria.
Nel 1974, dopo il ripristino della denominazione Associazione Calcio Bra, si ottenne l'accesso alla Promozione, categoria nella quale il club giocò buona parte dei successivi tredici anni, con solo momentanee parentesi in Prima Categoria. Nella stagione 1987-1988, la vittoria del girone di Promozione diede accesso al Campionato Interregionale (poi Campionato Nazionale Dilettanti), ove il Bra rimase fino al 1994, anno della retrocessione in Eccellenza, categoria frattanto creata sopra la Promozione. 
La risalita dei  giallorossi in Serie D (nuovo nome dell'ex Interregionale/CND) avvenne al termine della stagione 1999-2000, dopo aver vinto lo spareggio con il Vado. Il Bra mantenne però la categoria una sola stagione, tornando in Eccellenza dopo la sconfitta nello spareggio con la Sestrese.
Nel 2012 il Bra (dal 2007 presieduto dall'imprenditore Giacomo Germanetti), dopo oltre dieci anni di Eccellenza, riuscì a risalire in Serie D. A sorpresa, l'anno seguente i giallorossi primeggiando nel proprio raggruppamento, conquistano una storica promozione in Lega Pro Seconda Divisione.
La stagione 2013-2014 si rivela però complessa: la squadra (peraltro impossibilitata per diversi mesi a giocare a Bra in attesa dell'adeguamento dello stadio cittadino, non fu mai competitiva e si piazzò ultima nel proprio girone.
Nel decennio successivo il Bra consolidò la propria militanza in Serie D, riuscendo agevolmente a mantenere la categoria e arrivando talora a disputare i play-off. Il "salto di qualità" si ebbe nella stagione 2024-2025, nella quale i giallorossi allenati da Fabio Nisticò (inseriti in un girone piuttosto competitivo, insieme tra gli altri a Varese e Vado) si proposero quale squadra di vertice: alla terza giornata il Bra divenne capolista e progressivamente staccò la concorrenza, vantando un eccellente rendimento sia offensivo che difensivo. Il 13 aprile 2025, a seguito della vittoria per 0-2 sull’Imperia e del contestuale pareggio della Novaromentin (seconda in classifica) contro la Sanremese, il Bra vince matematicamente il proprio girone e si assicura la promozione in Serie C con tre giornate di anticipo sulla fine della stagione regolare, tornando nel professionismo dopo un decennio e riconquistando la terza serie dopo 78 anni.

## Colori e simboli

### Colori
I colori originari della Braidese (poi Bra) furono il bianco e l'azzurro, sostituiti dal giallo e dal rosso (mutuati dallo stemma civico) nel 1937. 
La linea delle maglie non prevede uno schema fisso: è attestato l'uso di casacche palate, rosse con finiture giallorosse, o con croce gialla frontale. Per le divise di cortesia è segnalato l'uso del bianco, del blu, del nero e del grigio, con finiture giallo-rosse.

### Simboli ufficiali

#### Stemma

Stemma storico

Lo stemma storico del Bra è una losanga coi vertici spezzati; una spessa cornice ad elementi alternati giallo-rossi racchiude un interno bianco, con un ulteriore elemento a "diamante rovesciato" inquartato di giallo e rosso che a sua volta incornicia la riproduzione dello stemma civico (rosso, a due crocette piane d'argento) e lungo i cui lati superiori è riportata l'epigrafe Associazione Calcio, mentre al di sotto campeggia Bra, il tutto a lettere stampatelle nere.
Nel 2025 il disegno, pur mantenendo la stessa impostazione, è stato semplificato nelle linee e leggermente modificato a livello di colori: l'epigrafe è inoltre stata ridotta alla sola dicitura Calcio Bra, collocata nella parte bassa dell'insieme.

## Strutture

### Stadio
La squadra disputa le partite interne allo stadio comunale di Bra, situato in località Madonna dei Fiori, accanto all'omonimo santuario.
Costruito nel 1926, venne inizialmente denominato "Madonna dei Fiori". Nel 2013, a seguito della promozione dei giallorossi in Lega Pro Seconda Divisione, l'impianto è stato ristrutturato e intitolato alla memoria dell'atleta e dirigente sportivo braidese Attilio Bravi, scomparso nello stesso anno.
Dal mese di agosto 2013 a gennaio 2014, per consentire l'esecuzione dei lavori, il Bra ha giocato transitoriamente le partite interne allo stadio Fratelli Paschiero di Cuneo. Nuovamente nel 2025, a seguito del ritorno in Serie C, i giallorossi hanno dovuto individuare un campo casalingo temporaneo a causa dell'inadeguatezza del "Bravi" ai canoni strutturali di terza divisione: la scelta è caduta sullo stadio Giuseppe Sivori di Sestri Levante, a quasi 200 km da Bra.

### Centro di allenamento
La sede degli allenamenti delle selezioni giallorosse è il parco Atleti Azzurri d'Italia (in cui ricade anche il già citato stadio Attilio Bravi), che dispone anche di un campo regolamentare di atletica leggera (a sua volta dotato di tappeto erboso utilizzabile per la pratica calcistica) e di vari altri campi di differenti metrature e con diverse superfici per la pratica di altri sport.

## Società
Dal 2025 l'A.C. Bra è una società a responsabilità limitata.

### Organigramma societario
- Giacomo Germanetti - Presidente
- Piero Reviglio - Vicepresidente
- Pietro Sartori - Direttore generale
- Ettore Menicucci - Direttore sportivo
- Stefano Sorrentino - Direttore tecnico
- Christian Sobrero - Dirigente
- Mario Gazzera - Tesoriere
- Emiliano Vaccari - Segretario
- Antonio Montanari - Segretario generale
- Danilo Lusso - Responsabile comunicazione e ufficio stampa
- Luigi Falvo - Responsabile sezione femminile
- Patrizia Dughera - Segreteria settore giovanile
- Angelo Tuninetti - Segreteria
- Bruno Scanavino - Responsabile campi

### Sponsor
- 2008-2009 Legea/Royal
- 2009-2010 Legea/Macron/Erreà
- 2010-2011 Legea/Royal
- 2011-2012 Joma/Legea
- 2012-2013 Erreà/Legea
- 2013-2016 Legea
- 2016-2017 Legea/Joma
- 2017- Kappa

### Settore giovanile
Le giovanili giallorosse coprono le categorie dall'under-19 all'under-14 e sono state legate a quelle del Torino. Tra i calciatori che si sono formati nelle file del Bra spicca il nome di Andrea Sandri.

## Allenatori e presidenti
| Allenatori - ?-1928 Achille Bonardi - 1928-? Giuseppe Sartori - 1974-1975 Luigi Luino - 1975-1978 Martinelli - 1978-1979 Bonomelli - 1979-1981 Giuliano Ciravegna - 1981-1982 Carlo Borsalino - 1982-1983 Elio Rinero - 1983-1985 Giuliano Ciravegna - 1985-1986 Carlo Borsalino - 1986-1987 Franco Tallone - 1987-1989 Alessandro Turini - 1989-1992 ... - 1992-1994 Franco Della Donna - 1994-1995 Claudio Degasperi - 1996-1997 Enrico Lombardi - 1997-1999 Arturo Merlo - 1999-2000 Michele Delvecchio - 2000-2001 Giuliano Ciravegna Mario Benzi - 2001-2002 Carmine Maffettone - 2004-2008 Fabrizio Daidola - 2008-2009 Enrico Lombardi - 2009-2010 Arturo Merlo - 2010-2011 Sergio Fava - 2011-2014 Fabrizio Daidola - 2014-2016 Massimo Gardano - 2016-2021 Fabrizio Daidola - 2021-2024 Roberto Floris - 2024- Fabio Nisticò Presidenti - 1913-1914 Augusto Palma di Cesnola - 1914-1915 Luigi Franciosini - 1924-1925 Giovanni Reviglio - 1925-? Leonardo Cicogna - ? Luciano Piana - ?-1949 Albino Cornaglia - 1951-1959 Nicola Patria - 1959-? Raoul Rossi - 1973-1978 Nicola Patria - 1978-1982 Franco Rovella - 1982-? Nicola Patria - 2007- Giacomo Germanetti |

## Palmarès

### Competizioni interregionali
- Serie D: 2

2012-2013 (girone A), 2024-2025 (girone A)

### Competizioni regionali
- Eccellenza: 1

2011-2012 (girone B)
- Promozione: 1

1987-1988 (girone C)
- Prima Categoria: 1

1974-1975
- Seconda Categoria: 1

1971-1972
- Prima Divisione: 1

1939-1940
- Seconda Divisione: 1

1938-1939

### Competizioni provinciali
- Terza Categoria: 1

1970-1971

## Statistiche e record

### Partecipazione ai campionati
| Livello | Categoria                       | Partecipazioni | Esordio   | Ultima stagione | Totale |
| ------- | ------------------------------- | -------------- | --------- | --------------- | ------ |
| 3º      | Prima Divisione                 | 1              | 1930-1931 | 1930-1931       | 4      |
| 3º      | Serie C                         | 3              | 1946-1947 | 2025-2026       | 4      |
| 4º      | Seconda Divisione               | 1              | 1929-1930 | 1929-1930       | 13     |
| 4º      | Lega Pro Seconda Divisione      | 1              | 2013-2014 | 2013-2014       | 13     |
| 4º      | Serie D                         | 11             | 2014-2015 | 2024-2025       | 13     |
| 5º      | Campionato Interregionale       | 4              | 1988-1989 | 1991-1992       | 8      |
| 5º      | Campionato Nazionale Dilettanti | 2              | 1992-1993 | 1993-1994       | 8      |
| 5º      | Serie D                         | 2              | 2000-2001 | 2012-2013       | 8      |

### Partecipazione alle coppe
| Competizione          | Partecipazioni | Debutto   | Ultima stagione | Totale |
| --------------------- | -------------- | --------- | --------------- | ------ |
| Coppa Italia Lega Pro | 1              | 2013-2014 | 2013-2014       | 1      |
| Coppa Italia Serie D  | 12             | 2000-2001 | 2024-2025       | 12     |
| Poule Scudetto        | 1              | 2012-2013 | 2012-2013       | 1      |

## Tifoseria
Dal 1987 i tifosi organizzati giallorossi sono riuniti nel collettivo Bra Front.
La tifoseria braidese coltiva buoni rapporti coi collettivi a seguito del Sassuolo e dell'Asti.
Tra le rivalità spicca quella col Cuneo, che oppone le due squadre più blasonate della provincia d'appartenenza nel cosiddetto derby della Granda. Ulteriori rivalità di natura campanilistica si segnalano con le tifoserie di Fossano, Savona e Voghera.

## Organico

### Rosa 2025-2026
Aggiornata al 16 agosto 2025
| N. |                    | Ruolo | Calciatore               |
| -- | ------------------ | ----- | ------------------------ |
| 1  | Italia (bandiera)  | P     | Davide Franzini          |
| 3  | Italia (bandiera)  | D     | Benedikt Rottensteiner   |
| 4  | Italia (bandiera)  | D     | Paolo Cannistrà          |
| 5  | Italia (bandiera)  | D     | Denis Chiesa             |
| 6  | Italia (bandiera)  | D     | Riccardo Sganzerla       |
| 7  | Italia (bandiera)  | C     | Samuele Giallombardo     |
| 8  | Italia (bandiera)  | C     | Stefano Tuzza (capitano) |
| 9  | Italia (bandiera)  | A     | Davide Aloia             |
| 11 | Kosovo (bandiera)  | A     | Ismet Sinani             |
| 12 | Italia (bandiera)  | P     | Daniele Menicucci        |
| 14 | Italia (bandiera)  | C     | Giorgio Lionetti         |
| 19 | Marocco (bandiera) | C     | Rayan Sammouni           |
| 20 | Italia (bandiera)  | D     | Umberto Morleo           |
| 21 | Grecia (bandiera)  | A     | Elios Minaj              |

| N. |                   | Ruolo | Calciatore                |
| -- | ----------------- | ----- | ------------------------- |
| 22 | Italia (bandiera) | P     | Davide Renzetti           |
| 25 | Italia (bandiera) | C     | Luca Corsi                |
| 27 | Italia (bandiera) | C     | Riccardo Campedelli       |
| 36 | Italia (bandiera) | D     | Matteo Rabuffi            |
| 72 | Italia (bandiera) | D     | Francesco Cucciniello     |
| 77 | Italia (bandiera) | C     | Alessio Brambilla         |
| 80 | Italia (bandiera) | C     | Vittorio Chiabotto        |
| 99 | Italia (bandiera) | C     | Alexander Chianese        |
|    | Italia (bandiera) | D     | Martin Miculi             |
|    | Italia (bandiera) | D     | Matteo Pautassi           |
|    | Italia (bandiera) | D     | Eros De Santis            |
|    | Italia (bandiera) | C     | Samuele Dimatteo          |
|    | Spagna (bandiera) | C     | Bandjougou Sangaré Traoré |
|    | Italia (bandiera) | A     | Alessio Rosa              |

### Staff tecnico
In carica al 21 luglio 2025
- Fabio Nisticò - Allenatore
- Alessio Bonante - Viceallenatore
- Franco Gurrado- Preparatore atletico
- Santi Cannistrà- Preparatore atletico
- Enrico Vaudagna - Preparatore portieri
- Domenico Bissolino - collaboratore tecnico
- Andrea Ferrari- Fisioterapista